# ألكسندر تشيرنين
ألكسندر تشيرنين (بالروسية: Александр Михайлович Чернин) (ولد في 6 مارس 1960) لاعب شطرنج مجري يحمل لقب أستاذ كبير.

## حياته
- ولد في خارخيف في أوكرانيا التي كانت ضمن الاتحاد السوفييتي سابقاً.

## الإنجازات
- في عام 1979 فاز بالمركز الثاني في بطولة العالم للشباب تحت 20 سنة في مدينة سكين، حيث خسر امام الأمريكي ياسر السيروان.
- فاز ببطولة أوروبا للشطرنج للشباب تحت 20 سنة في غروننغن عام 1980، متفوقاً على زوراب أزمايباراشفيلي.
- نال لقب أستاذ كبير عام 1985.
- فاز ببطولة الاتحاد السوفييتي للشطرنج عام 1985، مشاركةً مع فيكتور غافريكوف وميخائيل غوريفيتش.

## روابط خارجية
- ألكسندر تشيرنين على موقع الاتحاد الدولي للشطرنج (الإنجليزية)
- ألكسندر تشيرنين على موقع مباريات الشطرنج (الإنجليزية)
- ألكسندر تشيرنين على موقع 365Chess.com (الإنجليزية)
- ألكسندر تشيرنين على موقع Chesstempo.com (الإنجليزية)
- ألكسندر تشيرنين سجل أولمبياد الشطرنج على موقع OlimpBase.org (الإنجليزية)